# Dactylochelifer falsus
Espèce
Synonymes
- Chelifer falsus Beier, 1930

Dactylochelifer falsus est une espèce de pseudoscorpions de la famille des Cheliferidae.

## Distribution
Cette espèce se rencontre au Maroc, en Tunisie et en Italie.

## Publication originale
- Beier, 1930 : Due nuovi pseudoscorpioni della Tunisia. Bollettino del Laboratorio di Zoologia Generale e Agraria del R. Istituto Superiore Agrario di Portici, vol. 24, p. 95-98.